# 硫代碳酸根
硫代碳酸根（英語：thiocarbonate）是指一组阴离子，通式为CS
3−xO2−
x (x = 0、1或2），其盐称作硫代碳酸盐。硫代碳酸根像碳酸根这个双负离子一样，呈平面形，中央为碳原子。C与S或O的平均键级为1+1⁄3。质子化状态通常不会被指明。这些阴离子是良好的亲核体和。
含有类似于这些阴离子的二价官能团的有机化合物也称作硫代硫酸盐。

## 一硫代碳酸根

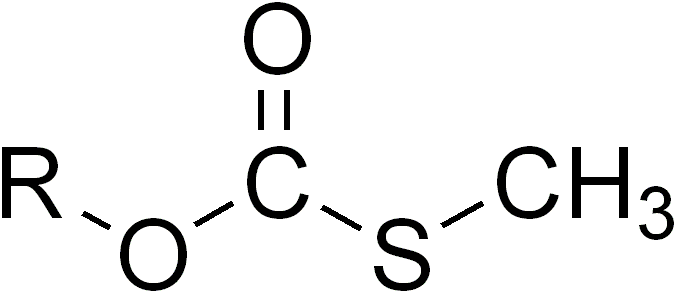
硫代碳酸甲酯属于一硫代碳酸盐

一硫代碳酸根是双负离子CO2S2−，具C2v对称。一硫代碳酸根由二氯硫化碳的水解或羰基硫与碱的反应产生：
COS + 2 NaOH → Na2CO2S + H2O

## 二硫代碳酸根
二硫代碳酸根是双负离子COS2−

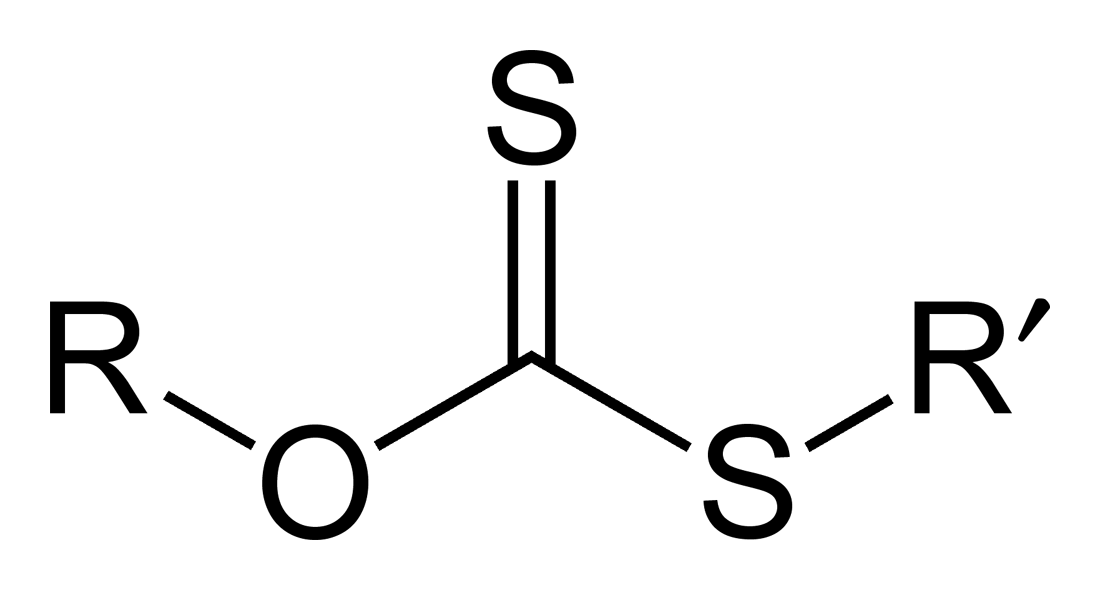
黃原酸酯

2，具C2v对称。它由二硫化碳与碱的水溶液的反应生成：
CS2 + 2 NaOH → Na2COS2 + H2O
二硫代碳酸盐的重要衍生物包括黃原酸酯（二硫代碳酸盐的O-酯），化学式为ROCS−
2。这些盐通常由钠醇盐与二硫化碳的反应制备。
另一组二硫代碳酸盐的化学式为(RS)2CO。它们经常由三硫代碳酸盐（(RS)2CS）的水解得出。四硫杂戊搭烯二酮是一个例子，它是由两个二硫代碳酸基组成的杂环化合物。

## 三硫代碳酸根
三硫代碳酸根是双负离子CS2−

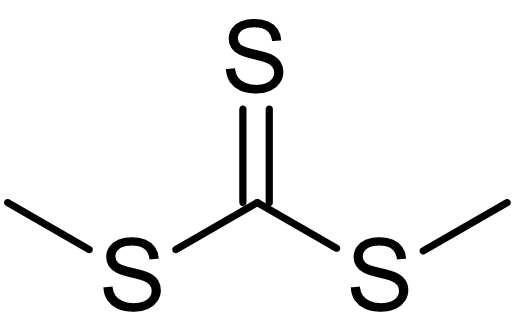
三硫代碳酸二甲酯属于三硫代碳酸盐

3，具D3h对称。三硫代碳酸根由硫氢离子（HS–）与二硫化碳的反应生成：
CS2 + 2 NaSH → Na2CS3 + H2S
相当难以描述的H2CS3酸已经由X射线晶体学分析。三硫代碳酸二甲酯，(CH3S)2CS，是三硫代碳酸的酯。

## 过硫代碳酸根
往三硫代碳酸根加入硫会得到过硫代碳酸根阴离子CS2−
4，它含有一个硫硫键。
过硫代碳酸（或四硫代过氧碳酸/二巯基二硫甲酸/CAS#13074-70-9）仍未以纯物质形式提取。